# Los Galvanes
Los Galvanes är en ort i Mexiko.   Den ligger i kommunen Apaseo el Alto och delstaten Guanajuato, i den centrala delen av landet, 180 km nordväst om huvudstaden Mexico City. Los Galvanes ligger 2 031 meter över havet och antalet invånare är 130.
Terrängen runt Los Galvanes är kuperad åt sydväst, men åt nordost är den platt. Runt Los Galvanes är det ganska tätbefolkat, med 78 invånare per kvadratkilometer. Närmaste större samhälle är Apaseo el Alto, 13,7 km norr om Los Galvanes. I omgivningarna runt Los Galvanes växer huvudsakligen savannskog.